# Maksîmivka, Sînelnîkove
Maksîmivka (în ucraineană Максимівка) este un sat în comuna Maiske din raionul Sînelnîkove, regiunea Dnipropetrovsk, Ucraina.

## Demografie
Componența lingvistică a localității Maksîmivka
     Ucraineană (82,11%)
     Rusă (16,26%)
Conform recensământului din 2001, majoritatea populației localității Maksîmivka era vorbitoare de ucraineană (82,11%), existând în minoritate și vorbitori de rusă (16,26%) și armeană (1,63%).